# Al-Àdil ibn as-Salar
Sayf-ad-Din Abu-l-Hàssan al-Àdil Alí ibn as-Salar al-Kurdí (àrab: سيف الدين أبو الحسن العادل علي بن السلار الكردي, Sayf ad-Dīn Abū l-Ḥasan al-ʿĀdil ʿAlī b. as-Salār al-Kurdī), més conegut simplement com a al-Àdil ibn as-Salar, fou un visir fatimita d'Egipte (1150-1153).
Era fill d'un oficial ortúkida que el 1098 es va posar al servei dels fatimites.
El seu primer càrrec important fou el de governador d'Alexandria que exercia quan va pujar al tron Al-Zahir Abu Mansur Ismail (1149-1154). Allí es va casar amb la vídua d'un emir zírida que havia mort a l'exili a la ciutat.
El califa fatimita va reunir tropes contra el seu visir i Al-Àdil va marxar llavors al Caire amb les seves forces; el visir Ibn Masal, força vell, havia abandonat la seu dels visirs i va morir assassinat a l'Alt Egipte el 19 de febrer de 1150, i el califa va haver de nomenar visir a Abu-l-Hàssan Ali al qual va donar el títol d'al-Màlik al-Àdil. Però no era a ell a qui el califa volia en aquest lloc i va tramar un complot que fou descobert pel visir; en revenja al-Àdil va fer exterminar els cos de patges reials.
El 1150 els croats van fer un atac a Farama i la van saquejar. En revenja el 1151 Al-Adil va enviar la flota a la costa del Llevant, la qual va atacar Jaffa, Sidó, Beirut i Trípoli, que van patir seriosos danys.
El seu fillastre, Abbàs ibn Abi-l-Futuh, es volia desfer d'ell per ocupar el seu lloc i va encarregar la tasca al seu fill Nasr ibn Abbàs, que el va matar el 3 d'abril de 1153; una vegada comés el magnicidi va enviar un colom missatger al seu pare, que acabava de prendre possessió del comandament de la important ciutat d'Ascaló; quan el pare va rebre l'anunci de la mort, va avançar cap al Caire amb les seves forces i va reclamar el càrrec de visir. Exercirà aquest càrrec durant més de sis anys i serà el verdader governant.